# Livilla ulicis
Livilla ulicis är en insektsart som beskrevs av Curtis 1836. Livilla ulicis ingår i släktet Livilla och familjen rundbladloppor. Inga underarter finns listade i Catalogue of Life.

## Bildgalleri

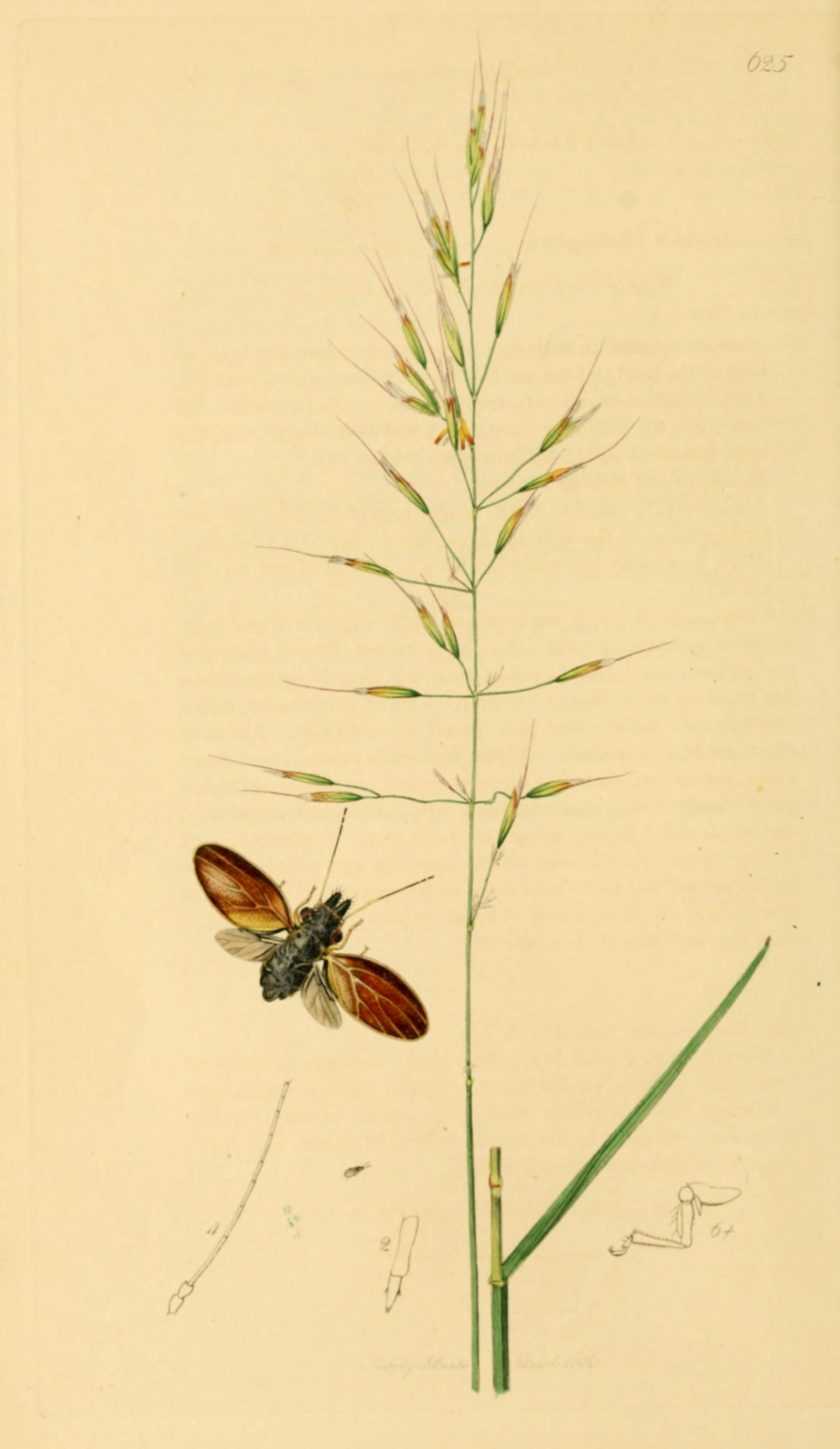